# Карахарманська морська битва
Карахарманська морська битва — одна з найбільших морських битв в історії морських походів українських козаків, яка відбулась 27 липня 1625 року.

## Хід бою
Під час повернення Реджепа-паші до Босфора, зранку 6 числа флот козаків почав атаку. Погода була туманна, а на морі панував повний штиль, що зумовило абсолютну перевагу козаків на початку битви, внаслідок неможливості галерам використовувати їх найбільші переваги: ядра та вітрила. До того ж, після початку бою, османські невільники покидали весла, що унеможливлювало порятунок від козаків. Відразу після початку битви, козаки почали брати на абордаж османські галери та, зокрема, адміральську. Бій продовжувався декілька годин та впевнену перемогу отримували козаки. Так, хоча османи й змогли відбити адміральську галеру, велика кількість інших галер почала переходити у руки козаків. Однак, через декілька годин після початку битви подув сильний вітер, який дав змогу матросам підняти вітрила і врятувати галери від захоплення козаками. Розуміючи невигідність свого положення, козаки почали відступати, проте після того як вітер розігнав туман, ніщо не заважало османам відкрити вогонь по чайках, що завдало їм суттєвих проблем. Після вітру прийшов справжній шторм, який потопив 4 галери.

## Результати
У цілому, турки-сучасники оцінили битву як одну з небагатьох світлих плям в історії османського флоту XVII ст. В нагороду Реджеп-паша отримав підвищення та тріумф у Константинополі. Однак, оцінюючи битву сьогодні, можна прийти до висновку, що це була швидше за все не перемога, а просто уникнення програшу, бо вцілілі козаки вже через півмісяця завдали османам важкої поразки на півночі Чорного моря. В цілому для козаків ця експедиція виявилась невдалою, хоча й не дуже.